# 崔鉉碩
崔鉉碩（韓語：최현석，1972年7月6日—），是大韓民國有名的主厨和主持人。2024年參加Netflix全球收視率第一名的韓國美食節目《黑白大厨：料理階級大戰》而更進一步在世界出名，他在韩国经营的多间高级餐厅日日爆满、一位难求。

## 經歷
1995年，23嵗的崔鉉碩開始了他的烹飪生涯。曾擔任《El Born the Table》、《Tasty BLVD》兩間餐廳的行政主廚，後來創立了屬於自己的餐廳 CHOI並擔任主厨。其充滿個人創意的特色料理廣受好評，也令他成爲了韓國家喻戶曉的明星主厨。同時也參演過KBS、SBS、JTBC等多個韓國電視臺的綜藝欄目，2016年更曾參演MBC主辦的蒙面歌王。2024年參演黑白大厨並止步決賽。在其作爲黑白大厨的參賽者出演前，曾一度認爲自己將出任評委。2025年1月《黑白大廚》白湯匙崔鉉碩主廚接受邀請至台灣舉辦料理秀和見面會，受到熱烈歡迎。